# Grammacephalus minabicus
Grammacephalus minabicus är en insektsart som beskrevs av Dlabola 1984. Grammacephalus minabicus ingår i släktet Grammacephalus och familjen dvärgstritar. Inga underarter finns listade i Catalogue of Life.